# Palm Springs (2020)
Palm Springs is een Amerikaanse romantische komedie uit 2020 onder regie van Max Barbakow, met in de hoofdrollen Andy Samberg, Cristin Milioti en J.K. Simmons. De film gaat over twee vreemden die elkaar ontmoeten op een bruiloft in Palm Springs en vast komen te zitten in een tijdlus.

## Verhaal
Op 9 november wordt Nyles wakker in Palm Springs en slaagt hij er niet in om seks te hebben met zijn vriendin Misty. Die avond gaat Nyles naar een huwelijksreceptie voor Tala en Abe. Daar ontwikkelt hij een band met het eerste bruidsmeisje, Tala's depressieve zus Sarah. Nyles en Sarah verlaten het feest om seks te hebben in de nabijgelegen woestijn. Terwijl hij zich uitkleedt, wordt Nyles geraakt door een pijl. De gewonde Nyles kruipt een grot in en waarschuwt Sarah hem niet te volgen. Bezorgd om Nyles volgt Sarah hem toch en wordt meegezogen in een draaikolk.
Sarah wordt wakker en beseft dat het weer 9 november is. Ze confronteert Nyles, en hij legt haar uit dat ze door hem te volgen in de grot met hem in een tijdlus is terechtgekomen. Door in slaap te vallen of te sterven herhaalt de lus zich, waardoor het steeds opnieuw 9 november is. Roy, de man die Nyles neerschoot, is ook een gast van de bruiloft en is door Nyles onbedoeld in de tijdlus terechtgekomen. Uit wraak jaagt Roy soms op Nyles. Sarah probeert op verschillende manieren aan de lus te ontsnappen, maar zonder succes. Nyles, die al lange tijd in de lus zit, is zorgeloos geworden en heeft de hoop op ontsnapping opgegeven. Sarah berust in haar lot en neemt de zorgeloze en roekeloze levensstijl van Nyles over. Ze worden hechter en beginnen uit te kijken naar hun tijd samen, waarin ze alles kunnen doen zonder consequenties.
Op een nacht kamperen Nyles en Sarah in de woestijn, worden high en hebben seks. De volgende dag slaapt Sarah uit en wordt ze wakker gemaakt door Abe, met wie ze op 8 november, de avond voor de bruiloft, seks had gehad. Uit schuldgevoel weigert Sarah met Nyles te praten over hun vorige nacht samen en uit ze haar ongenoegen over hun leven in de lus. Nadat ze door Roy vermomd als agent wordt aangehouden, rijdt Sarah hem aan. Sarah en Nyles maken ruzie, wat ertoe leidt dat Nyles toegeeft dat hij in de lus meerdere keren seks met Sarah heeft gehad, iets waar hij eerder over gelogen heeft. Een boze Sarah begint Nyles te ontwijken.
Nyles voelt zich verloren zonder Sarah en brengt dagen doelloos mokkend door, waarbij hij ontdekt dat Abe en Sarah een affaire hebben. Op een dag bezoekt Nyles Roy thuis in Irvine en ze verzoenen zich. Ondertussen brengt Sarah haar dagen door met studeren om expert te worden in de kwantumfysica en de algemene relativiteitstheorie. Na wat experimenten gelooft ze dat ze de tijdlus kan doorbreken door zichzelf op te blazen in de grot. Sarah biedt Nyles de kans om met haar te ontsnappen, maar hij bekent zijn liefde voor haar en vraagt of ze voor altijd samen in de lus kunnen blijven. Sarah weigert, vastbesloten om haar ontsnappingsplan zonder hem te proberen.
Sarah is nog één keer aanwezig op de bruiloft, houdt een oprechte toespraak tot Tala en vertrekt vervolgens met explosieven naar de grot. Nyles verandert van gedachten en haast zich naar de grot om met Sarah te vertrekken. Hij zegt dat hij liever met haar sterft in een explosie dan alleen in de lus te blijven. Sarah beantwoordt zijn gevoelens en ze kussen elkaar in de grot, terwijl zij op de ontsteker drukt. De twee ontspannen zich vervolgens in het zwembad van een nabijgelegen huis, dat Nyles aan Sarah had laten zien tijdens een van hun lussen. De bewoners keren terug en betrappen hen in het zwembad, wat erop lijkt te wijzen dat het plan heeft gewerkt en het inmiddels 10 november is.
In een scène halverwege de aftiteling keert Roy, die een voicemail van Sarah heeft gekregen waarin ze haar plan uitlegt om aan de lus te ontsnappen, terug naar de bruiloft en vraagt Nyles of het plan kans op slagen heeft. Nyles herkent Roy niet, die glimlacht en beseft dat Nyles zich buiten de tijdlus bevindt.

## Rolverdeling
| Acteur              | Personage                |
| ------------------- | ------------------------ |
| Andy Samberg        | Nyles                    |
| Cristin Milioti     | Sarah Wilder             |
| J.K. Simmons        | Roy Schlieffen           |
| Meredith Hagner     | Misty                    |
| Camila Mendes       | Tala Anne Wilder         |
| Tyler Hoechlin      | Abraham "Abe" Schlieffen |
| Peter Gallagher     | Howard Wilder            |
| Jacqueline Obradors | Pia Wilder               |
| Chris Pang          | Trevor                   |
| Tongayi Chirisa     | Jerry Schlieffen         |
| Conner O'Malley     | Randy                    |
| June Squibb         | oma Schlieffen           |
| Jena Friedman       | barvrouw Daisy           |
| Martin Kildare      | barman Ted               |
| Clifford V. Johnson | professor                |

## Release en ontvangst
Palm Springs ging op 26 januari 2020 in première op het Sundance Film Festival. Kort daarna verwierven Neon en Hulu de distributierechten voor de film voor een bedrag van 22 miljoen dollar. De film werd op 10 juli 2020 digitaal uitgebracht in de Verenigde Staten op Hulu en in een aantal drive-in-bioscopen. In november meldde Variety dat de film tot dat moment de 26e meest bekeken direct-naar-streaming-titel van 2020 was.
De film werd lovend ontvangen door critici. Op Rotten Tomatoes heeft de film een score van 94% (254 beoordelingen). De consensus van critici op de website luidt: "Sterke acteerprestaties, een overtuigende regie en een verfrissend origineel concept maken Palm Springs tot een romantische komedie waar je gemakkelijk verliefd op wordt." Op Metacritic heeft de film een gewogen gemiddelde score van 83 op 100 (48 beoordelingen), wat duidt op "universele bijval".

## Prijzen en nominaties
| Jaar | Prijs                           | Categorie                                     | Genomineerde                                           | Resultaat   |
| ---- | ------------------------------- | --------------------------------------------- | ------------------------------------------------------ | ----------- |
| 2020 | Sundance Film Festival          | Juryprijs                                     | Max Barbakow                                           | Genomineerd |
| 2021 | Saturn Awards                   | Beste onafhankelijke film                     | Beste onafhankelijke film                              | Genomineerd |
| 2021 | Eddie Awards                    | Beste montage van een speelfilm - komedie     | Matt Friedman, Andrew Dickler                          | Gewonnen    |
| 2021 | Critics Choice Awards           | Beste komedie                                 | Beste komedie                                          | Gewonnen    |
| 2021 | Golden Globes                   | Beste film - musical of komedie               | Beste film - musical of komedie                        | Genomineerd |
| 2021 | Golden Globes                   | Beste acteur in een film - musical of komedie | Andy Samberg                                           | Genomineerd |
| 2021 | Satellite Awards                | Beste film, komedie of musical                | Beste film, komedie of musical                         | Genomineerd |
| 2021 | Satellite Awards                | Beste acteur in een film, komedie of musical  | Andy Samberg                                           | Genomineerd |
| 2021 | Satellite Awards                | Beste origineel scenario                      | Andy Siara                                             | Genomineerd |
| 2021 | Hugo Awards                     | Beste dramatische presentatie - lange vorm    | Andy Siara (scenario), Max Barbakow (regie)            | Genomineerd |
| 2021 | Film Independent Spirit Awards  | Beste eerste script                           | Andy Siara                                             | Gewonnen    |
| 2021 | Writers Guild of America Awards | Beste originele scenario                      | Andy Siara (scenario, verhaal), Max Barbakow (verhaal) | Genomineerd |